# Озаричский сельсовет
Озаричский сельсовет — административная единица на территории Калинковичского района Гомельской области Белоруссии. До 12 ноября 2013 года — поселковый Совет. Административный центр — городской посёлок Озаричи.

## История
В 2013 году к сельсовету присоединена территория и 7 населённых пунктов упразднённого Крюковичского сельсовета.

## Состав
Озаричский сельсовет включает 18 населённых пунктов:
- Березняки — деревня.
- Большие Литвиновичи — деревня.
- Виша — деревня.
- Гора — деревня.
- Заболотье — деревня.
- Замощаны — деревня.
- Ковальки — деревня.
- Красная Слободка — деревня.
- Крюковичи — агрогородок.
- Лесец — деревня.
- Малые Литвиновичи — деревня.
- Никоново — деревня.
- Озаричи — городской посёлок.
- Семёновичи — деревня.
- Сыщицы — деревня.
- Углы — деревня.
- Хомичи — деревня.
- Чистая Лужа — деревня.